# Jean-Léonard-Marie Poiseuille
Jean Léonard Marie Poiseuille (París, 22 d'abril de 1797 - 26 de desembre de 1869) va ser un metge fisiòleg francès que va experimentar un llarg període de la seva vida durant la transició de la primera revolució industrial a la segona revolució industrial. És considerat com un dels científics de França més influents després d'Antoine Lavoisier i Louis Pasteur.
La unitat de viscositat dinàmica del Sistema Cegesimal d'Unitats, el poise, equivalent a 0,1 pascals per segon (símbol, P), va rebre aquest nom en honor seu.

## Biografia
Des de 1815 a 1816 va estudiar a l'École Polytechnique de París, on va aprendre i es va especialitzar en física i matemàtica. El 1828 es va graduar dels seus estudis amb títol de doctor en ciències (o Scientiae Doctor, en llatí). La seva dissertació doctoral es va titular "Recherches sur la force du coeur aortique". Les seves contribucions científiques inicials més importants van versar sobre mecànica de fluids en el flux de la sang humana en passar per tubs capil·lars.

## Obra
El 1838 va demostrar experimentalment i va formular subsegüentment en 1840 i 1846 el model matemàtic més conegut que se li atribueix, la llei de Poiseuille, que posteriorment portaria el nom d'un altre científic (Gotthilf Heinrich Ludwig Hagen), que paral·lelament havia enunciat la mateixa equació.
El 1838 va derivar experimentalment, i el 1840 i el 1846 va formular i publicar, la llei de Poiseuille (ara coneguda comunament com l'equació de Hagen-Poiseuille, acreditant també a Gotthilf Hagen), que s'aplica al flux laminar, és a dir, al flux no turbulent de líquids. a través de canonades de secció uniforme, com el flux sanguini als capil·lars i venes. La seva formulació original per a l'aigua de 1846 s'assembla poc a la formulació actual i es dona com:
{\displaystyle {\dot {m}}=\left(135.282\mathrm {\frac {mg}{mm^{3}\;s\;mmH_{2}O}} \right){\frac {\Delta Pd^{4}}{L}}\left(1+{\frac {3.36793\times 10^{-2}}{^{\circ }\mathrm {C} }}\,T+{\frac {2.209936\times 10^{-4}}{^{\circ }\mathrm {C} ^{2}}}\,T^{2}\right)}
Tanmateix, es pot transformar d'una forma més fàcil. La reescriptura de manera més moderna utilitzant unitats SI dona:
{\displaystyle {\dot {m}}=\left(13\,795\mathrm {\frac {kg}{m^{3}\;Pa\;s}} \right){\frac {\Delta Pd^{4}}{L}}\left(1+{\frac {T}{26.6918\,^{\circ }\mathrm {C} }}+{\frac {T^{2}}{4525.02^{\circ }\mathrm {C} ^{2}}}\right)}
Utilitzant la densitat de l'aigua com {\displaystyle \mathrm {\rho ={\frac {999\,kg}{m^{3}}}} } i {\displaystyle {\dot {m}}=\rho {\overline {V}}{\frac {\pi d^{2}}{4}}} i després resoldre la diferència de pressió dona com a resultat:
{\displaystyle \Delta P=\left({\frac {5.68769\times 10^{-2}\mathrm {Pa\,s} }{1+{\frac {T}{26.6918\,^{\circ }\mathrm {C} }}+{\frac {T^{2}}{4525.02^{\circ }\mathrm {C} ^{2}}}}}\right){\frac {L{\overline {V}}}{d^{2}}}}
El terme entre parèntesis, la constant i la correcció de temperatura, són funció de la viscositat. Finalment utilitzant la viscositat de l'aigua a {\displaystyle T=0^{\circ }\mathrm {C} }, {\displaystyle \mu =1.789548\times 10^{-3}\,\mathrm {Pa\,s} }, permet tenir en compte la viscositat de diferents fluids donant com a resultat:
{\displaystyle \Delta P=\left({\frac {5.68769\times 10^{-2}\mathrm {Pa\,s} }{1.789548\times 10^{-3}\,\mathrm {Pa\,s} }}\right){\frac {\mu L{\overline {V}}}{d^{2}}}=31.78{\frac {\mu L{\overline {V}}}{d^{2}}}}
L'equació en notació estàndard de dinàmica de fluids és
{\displaystyle \Delta P={\frac {8\mu LQ}{\pi r^{4}}}}
on:
ΔP és la caiguda de pressió
L és la longitud del tub
μ és la viscositat dinàmica
Q és la taxa volumètrica de flux
r és el radi
π és pi
L'equació que tots dos van trobar va aconseguir establir el cabal o despesa d'un fluid de flux laminar incompressible i de viscositat uniforme (anomenat també Fluid Newtonià) a través d'un tub cilíndric sobre la base de l'anàlisi d'una secció axial del tub.

## Flux sanguini
L'equació de Poiseuille es pot aplicar en el flux sanguini (vasos capil·lars i venes), però també és possible aplicar l'equació en el flux d'aire que passa pels alvèols pulmonars o el flux d'una medicina que és injectada a un pacient, a través d'una agulla hipodèrmica.
Poiseuille va passar els seus últims dies a París, ciutat on va morir el 1869.